# Cantón el Hular
Cantón el Hular är en ort i Mexiko.   Den ligger i kommunen Tuzantán och delstaten Chiapas, i den sydöstra delen av landet, 900 km sydost om huvudstaden Mexico City. Cantón el Hular ligger 64 meter över havet och antalet invånare är 381.
Terrängen runt Cantón el Hular är kuperad österut, men västerut är den platt. Runt Cantón el Hular är det ganska tätbefolkat, med 207 invånare per kvadratkilometer. Närmaste större samhälle är Huixtla, 9,5 km nordväst om Cantón el Hular. I omgivningarna runt Cantón el Hular växer i huvudsak städsegrön lövskog.